# Карролтон (Арканзас)
Карролтон (англ. Carrollton, Arkansas) — немуниципальная территория, расположенная в округе Карролл (штат Арканзас, США) с населением в 30 человек по данным переписи 2000 года.
В 1850-х годах население города составляло более 10 тысяч человек, с тех пор численность жителей неуклонно снижалась, и в современном периоде Карролтон представляет собой очень небольшую неинкорпорированную общину, занимающуюся главным образом поддержанием исторического наследия былого города.

## География
По данным Бюро переписи населения США Карролтон имеет общую площадь в 0,26 квадратных километров, водных ресурсов в черте населённого пункта не имеется.
Статистически обособленная местность Карролтон расположена на высоте 380 метров над уровнем моря.

## История
Населённый пункт на месте будущего города был основан в 1840 году и получил своё название в честь Чарлза Каррола из Карролтона, последнего из подписавших Декларацию независимости США, умершего в 1832 году. К 1860 году население городка выросло до шести тысяч человек, в нём действовало шесть гостиниц, множество небольших магазинов и прочих объектов инфраструктуры. Для снабжения населённого пункта пресной водой был построен водовод протяжённостью около 1,2 километра, искусственный канал был сооружён из древесины и тянулся с соседних гор.
До выделения из территории округа Карролл нового округа Бун Карролтон является административным центром большого округа. После разделения столицами Карролла стали сразу два города — Берривилл и Юрика-Спрингс.